# Other Ocean Interactive
Other Ocean Interactive ist eine Videospielentwicklungsfirma aus St. John’s, Kanada, mit Entwicklungsstandorten im kanadischen Charlottetown und in Emeryville, Kalifornien.

## Geschichte
Das Unternehmen wurde im Februar 2006 als Zweigstudio des zu Foundation 9 gehörenden Entwicklers Backbone Entertainment als Backbone Prince Edward Island (PEI) gegründet. Vorausgegangen waren Anfragen der Regierung von Prince Edward Island, die die Ansiedlung in Charlottetown unterstützten. Backbone selbst war 2003 durch die Zusammenlegung der Entwicklerstudios Digital Eclipse Software und ImaginEngine entstanden. Bereits 2007, ein Jahr nach Gründung, entließ Foundation 9 das Studio wegen seiner geringen Größe in die Unabhängigkeit. Andrew Ayre, Gründer von Digital Eclipse, wurde neuer Inhaber und Geschäftsführer. Neben dem Entwicklerteam gründete er das auf Qualitätskontrolle spezialisierte Schwesterunternehmen Sculpin QA. 2008 wurde der Firmensitz nach St. John’s in Neufundland, Ayres frühere Heimat, verlegt. Ein weiteres Studio existiert in Emeryville (Other Ocean Emeryville). Von dort aus wurde 2015 das Label Digital Eclipse als Spezialist für die Wiederaufbereitung alter Spiele für neue Plattformen erneut ins Leben gerufen. Die Leitung von Digital Eclipse übernahmen Mike Mika und Frank Cifaldi.
Die Firma arbeitet seit 2017 unter anderem mit dem Spieleentwickler Mojang Studios zusammen.

## Spiele
Als Entwickler und Publisher:
- Castlevania: Symphony of the Night (Xbox 360) (2007)
- Puffins: Let’s Roll! (Nintendo DS) (2010)
- Puffins: Let’s Fish! (Nintendo DS)
- Puffins: Let’s Race! (Nintendo DS) (2010)
- #IDARB (Xbox One) (2015)
- Giant Cop: Justice Above All (PC) (2016)
- MediEvil Remake (PlayStation 4) (2019)

Als Entwickler beteiligt:
- The Amazing Spider-Man (Xbox 360, PlayStation 3, Wii, Nintendo DS, PC, Nintendo 3DS, Wii U) (2012)
- Poptropica Adventures (Nintendo DS) (2012)
- Gunstringer: Dead Man Running (PC) (2013)
- Yu-Gi-Oh! Duel Generationen (iOS, Android) (2014)
- Yu-Gi-Oh! Millennium Duels (Xbox 360, PlayStation 3) (2014)
- NBA Rush (iOS) (2014)
- Yu-Gi-Oh! Legacy of the Duelist (PC, Xbox One, PlayStation 4) (2015)
- Minecraft: New Nintendo 3DS Edition (Nintendo 3DS) (2017)
- Yu-Gi-Oh! Legacy of the Duelist: Link Evolution (2019)